# (35770) 1999 JH2
1999 JH2 (asteroide 35770) é um asteroide da cintura principal. Possui uma excentricidade de 0.10082390 e uma inclinação de 5.42254º.
Este asteroide foi descoberto no dia 8 de maio de 1999 por CSS em Catalina.